# رالوکا بابالیجا
رالوکا بابالیجا (به انگلیسی: Raluca Babaligea) ژیمناست زادهٔ ۵ آوریل ۱۹۸۴ میلادی اهل کشور رومانی است.